# Mekaniska verkstaden, Skansen
Mekaniska verkstaden är en historisk byggnad med historisk verksamhet på Skansen i Stockholm. Här visas hur mekaniska verkstäder fungerade och arbetade till långt in på 1950-talet. Verkstaden ligger i anslutning till Stockholms glasbruk, väster om stadskvarteren. 
Byggnaden är uppförd i tegel och består av en verkstadslänga, en maskinhall och en kontorsbyggnad. Byggnadens arkitektur utvecklades i England och introducerades i Sverige på 1830-talet. Verkstaden på Skansen har AB Pythagoras verkstad i Norrtälje som förebild. Den grundades 1898 och tillverkade bland annat tändkulemotorer. 
Maskin- och verkstadsutrustning kommer från Julius Åbergs mekaniska verkstad i Gamla Stan i Stockholm, som grundades 1879. Maskinerna består bland annat av fräs-, svarv-, och borrmaskiner. Två elmotorer fungerar som kraftkällor, från vilka kraften förmedlas via remmar till axlar i taket och vidare till maskinerna på verkstadsgolvet. Kontoret återspeglar 1920-talets inredning.

## Bilder

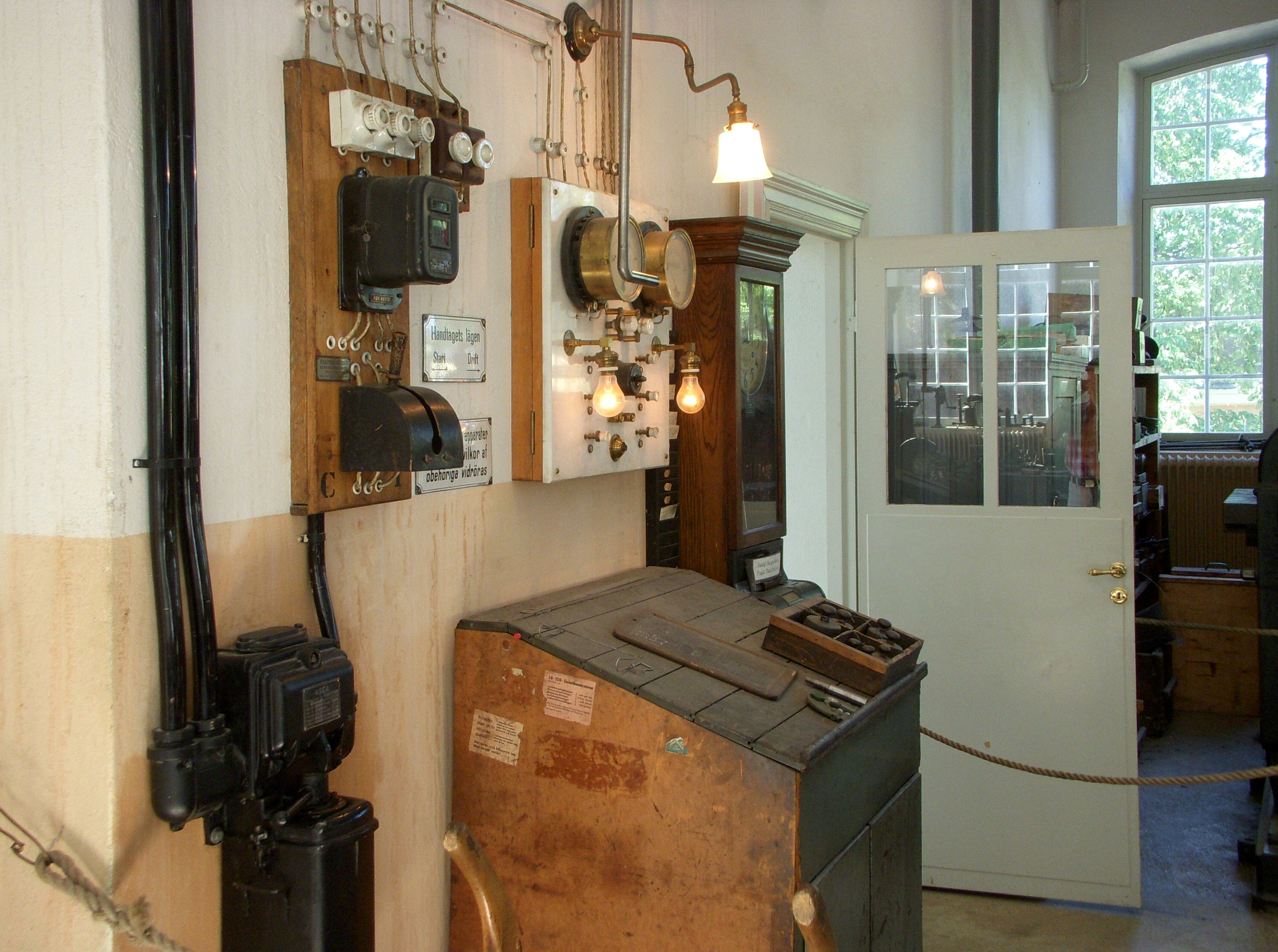
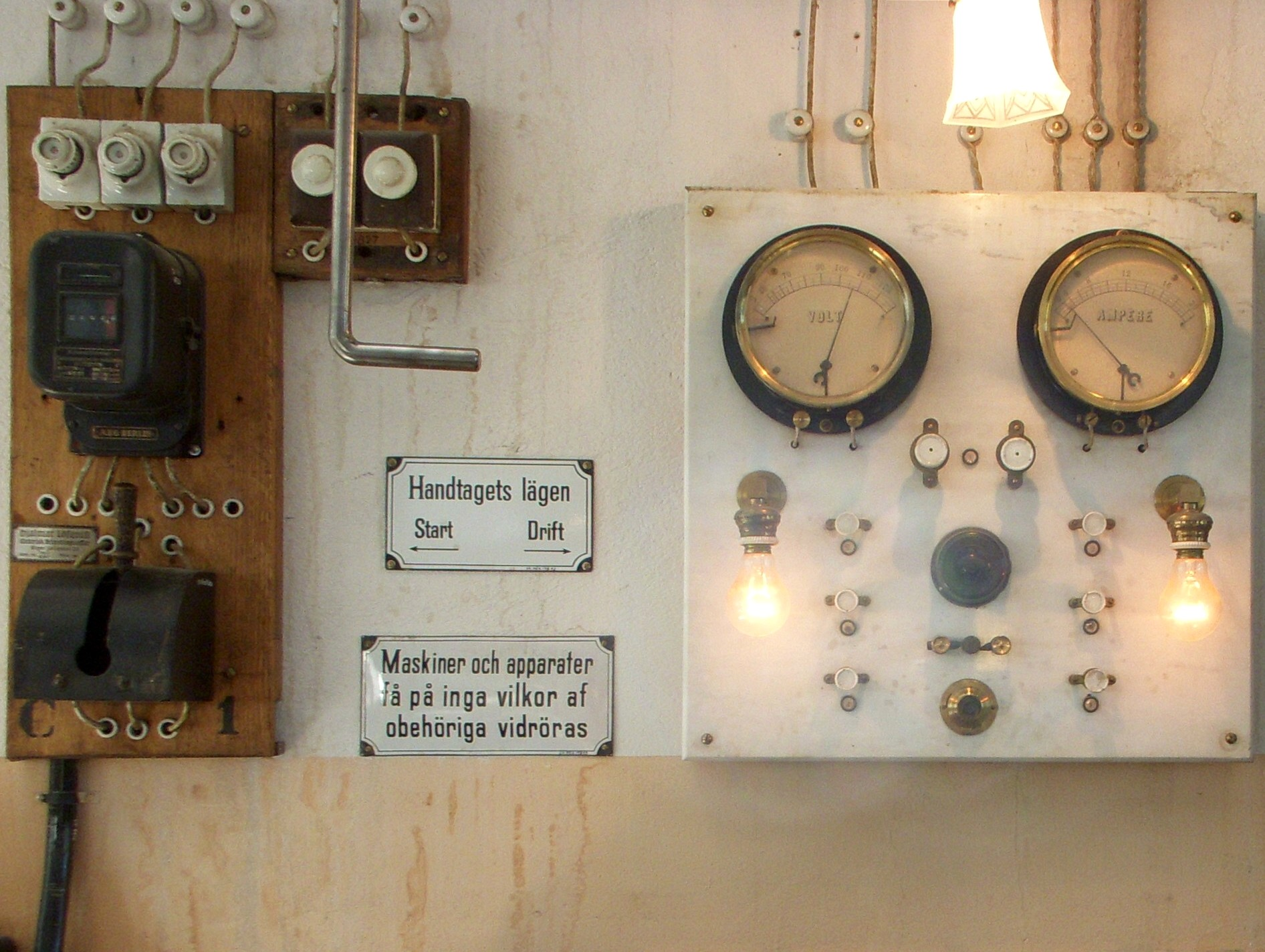
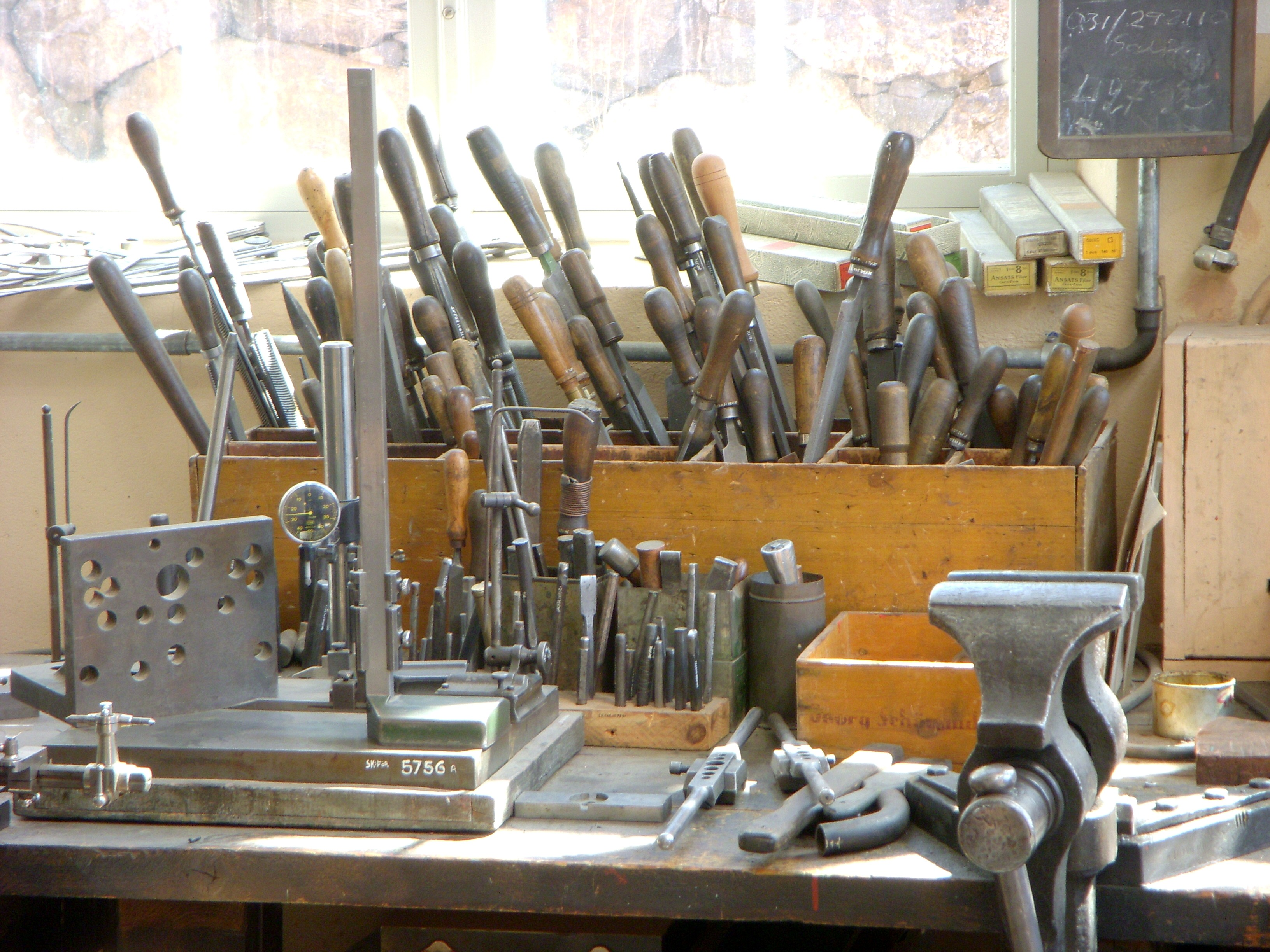